# Agustín Orión
Agustín Ignacio Orión (født 26. juni 1981 i Ramos Mejía, Argentina) er en argentinsk fodboldspiller (målmand).
Orión spiller i den chilenske Primera División-klub Colo-Colo, som han har repræsenteret siden 2017. Tidligere har han også spillet for San Lorenzo de Almagro, Estudiantes, Racing Club og Boca Juniors i sit hjemland..

## Landshold
Orión står (pr. marts 2018) noteret for tre kampe for Argentinas landshold, og var en del af landets trup til VM i 2014 i Brasilien.